# 三塊厝 (屏東縣)
三塊厝，是臺灣屏東縣九如鄉的一個傳統地域名稱，位於該鄉西北部。相較於今日行政區，其範圍大致包括三塊村、大坵村（不含西南端）、九塊村北端。

## 歷史
台灣日治初期，三塊厝地區為一街庄，稱為「三塊厝庄」，隸屬於港西上里。昔日該庄西北邊一小段隔荖濃溪南支分流（二重溪，今荖濃溪下游河道）與三張廍庄為界，北與塔樓庄為鄰，東與後庄為鄰，南邊為九塊厝庄，西邊隔淡水溪（今高屏溪）與溪埔庄為界。
1901年（日治明治三十四）11月，全台設置二十廳，該庄隸屬於阿猴廳。1903年（明治三十六年）12月，阿猴廳改名為阿緱廳。1904年（明治三十七年）4月，該庄編入「九塊厝區」，隸屬於阿緱廳。1909年（明治四十二年）10月，合併二十廳為十二廳，九塊厝區仍隸屬於阿緱廳。1920年（大正九年），廢十二廳改設五州二廳，該庄改制為「三塊厝」大字，隸屬於高雄州屏東郡九塊庄。
戰後九塊庄改制為九塊鄉，隸屬於高雄縣，大字亦改制為村。1946年（民國35年）4月，原屬高雄縣之萬丹鄉、長興鄉（含今麟洛鄉）、九塊鄉劃入省轄屏東市，改稱萬丹區、長治區、九如區，村亦改制為里。1950年（民國39年）10月，高、屏分治，屏東市改制為縣轄市，隸屬於屏東縣，萬丹區、長治區、九如區改制為萬丹鄉、長治鄉、九如鄉，亦隸屬於屏東縣，里再改制為村。

## 聚落
本地區發展較早的聚落有三塊厝、水尾、大坵園、王厝廍（西大半部）等，在日治期初期的官方地圖上已有記載。

## 交通
國道3號又稱「福爾摩沙高速公路」，是貫穿台灣西部的兩條縱向高速公路之一，經過本地區北部邊界地帶，並在本地區東部邊界北側不遠的省道台3線交會處設有九如交流道。由此可快速前往國道3號沿線各地。
省道台3線俗稱「內山公路」，是臺北至屏東的幹道，經過本地區東部邊界不遠處。由該道路北行可前往里港鄉、高雄市美濃區、旗山區、內門區、臺南市南化區等地；南行可前往九如鄉九如市區、屏東市，並止於省道台1線路口。
鄉道屏16線是三塊厝至後庄的道路。
鄉道屏18線是塔樓至彭厝的道路。

## 學校
- 三多國小